# Passa (Pirenéus Orientais)
Passa é uma comuna francesa na região administrativa da Occitânia, no departamento dos Pirenéus Orientais. Estende-se por uma área de 13.47 km², com 880 habitantes, segundo o censo de 2018, com uma densidade de 65 hab/km².